# Барнаульское высшее военное авиационное училище лётчиков
Барнаульское высшее военное авиационное училище лётчиков имени Главного маршала авиации К. А. Вершинина (Барнаульское ВВАУЛ) — ныне расформированное лётное училище в городе Барнаул (Алтайский край).

## История создания
Училище было создано на основании Постановления Совета Министров СССР от 18 августа 1966 для подготовки лётчиков фронтовой (бомбардировочной, истребительной, истребительно-бомбардировочной, штурмовой) авиации.
Учебные авиационные полки базировались на аэродромах: 44-й уап — Панфилово (ст. Калманка), 96-й уап — г. Камень-на-Оби, 59-й уап — город Славгород (аэродромы Славгород Северный и Славгород Южный).
Постановлением Совета Министров СССР от 15 апреля 1974 года и приказом министра обороны СССР от 30 апреля 1974 года с целью увековечения памяти выдающегося советского военачальника К. А. Вершинина училищу было присвоено его имя. Училище с этого периода начало называться: «Барнаульское высшее военное авиационное училище лётчиков имени Главного маршала авиации К. А. Вершинина».

## Начальники училища
С 1966 по 1999 год пост начальника Барнаульского ВВАУЛ занимали следующие лица:
- 14 декабря 1966 — 26 февраля 1970: генерал-майор авиации Филимонов, Виктор Николаевич
- 26 февраля 1970 — 8 октября 1971: полковник Лысенко, Иван Анатольевич
- 8 октября 1971 — 22 октября 1975: генерал-майор авиации Парфёнов, Александр Александрович
- 22 октября 1975 — 14 июня 1979: генерал-майор авиации Гончаренко, Анатолий Николаевич
- 14 июня 1979 — 15 ноября 1983: генерал-майор авиации Серажим, Алексей Михайлович
- 15 ноября 1983 — 16 сентября 1987: генерал-майор авиации Янаков, Яким Иванович
- 17 сентября 1987 — 21 июня 1993: генерал-майор авиации Поздняков, Владимир Дмитриевич
- 2 ноября 1993 — 28 апреля 1997: генерал-майор авиации Максимов, Анатолий Николаевич
- 28 апреля 1997 — 31 марта 1999: полковник Кононов, Юрий Иванович

## 96-й учебный авиационный полк
Базирование — аэродром Камень-на-Оби.
14 сентября 1970 года в Камень-на-Оби прилетели первые самолёты Як-28.
Полк сформирован в г. Купянске Харьковской области 12 октября 1969 года на базе 2-х авиационных эскадрилий самолётов Як-28. Его первыми руководителям были: командир полка — подполковник Дунаковский А. Д., зам. командира полка по политчасти — майор Янгуразов Т. Х., начальник штаба — майор Чечуков А. Я. Перебазирование личного состава и авиатехники с аэродрома Купянск на аэродром Камень-на-Оби производилось в два эшелона:
- воздушного в период с 14 по 26 сентября,
- наземного с 28 сентября по 4 октября 1970 г.

Головные двенадцать самолётов Як-28 поднялись в воздух 14 сентября 1970 года. Первым на аэродром Камень-на-Оби приземлился самолёт с бортовым номером 32 с экипажем в составе: командир полка подполковника Дунаковского А. Д. и штурмана звена ст. лейтенанта Доброго Э. С. Затем совершили посадку и другие экипажи. Остальные группы перелетели с трёхдневным интервалом. 26 сентября 1970 г. последний самолёт Як28, бортовой № 36 поднял в воздух майор Горелик А. Г.
Первые полёты начались зимой 1970 года силами летного состава 1-й АЭ (командир майор Акимышев, зам. по политической части капитан Разумовский, начальник штаба АЭ — капитан Казаков).
Перед полётами с курсантами на базе 1-й АЭ и перелетевшей с аэродрома Славгород эскадрильи Як-28 были сформированы 3 авиационных эскадрильи.
Осенью 1971 г. произведён выпуск первый выпуск лётчиков-инженеров на самолёте Як-28.
22 февраля 1973 года полку вручено Боевое Знамя части. Годовой праздник 5 декабря установлен приказом МО СССР от 1 мая 1972 года.
В 1984 г. состоялся первый выпуск лётчиков-инженеров на самолёте МиГ-21 (выпущено 36 человек, общий балл составил 4,57).
Командиры полка:
- Дунаковский Аркадий Давыдович (1969—1971 гг.),
- Алипкин Александр Иванович (1971—1976 гг.),
- Петрюк Ирис Дмитриевич (1976—1981 гг.)[2],
- Берест Александр Дмитриевич (1981—1982 гг.),
- Блинов Сергей Андреевич (1982—1984 гг.)[3],
- Нестеров Николай Александрович (1984—1988 гг.),
- Кравцов Юрий Васильевич (1988—1993 гг.),
- Зиновьев Юрий Васильевич (1993—1997 гг.),
- Семёнов Александр Ильич (1997—1999 гг.)[4].

Начальники штаба:
- Чечуков Алексей Яковлевич (1969—1971 гг.),
- Никитин Фёдор Семёнович (1971—1977 гг.),
- Мармаза Иван Григорьевич (1977—1978 гг.),
- Антонов Лев Тимонович (1978—1981 гг.),
- Еговцев Валерий Николаевич (1981—1982 гг.),
- Земляков Владимир Леонидович (1982—1987 гг.),
- Старцев Эдуард Фёдорович (1987—1991 гг.),
- Серов Виктор Фёдорович (1991—1995 гг.),
- Ефременко Валентин Владимирович (1995—1999 гг.)

Начальники политотдела (впоследствии заместители (помощники) по работе с личным составом
- Янгуразов Тамерлан Хусович (1969—1973 гг.),
- Колотов Юрий Васильевич (1973—1980 гг.),
- Балакин Николай Васильевич (1980—1988 гг.),
- Гусев Владимир Иванович (1988—1992 гг.),
- Кошелев Александр Тимофеевич (1992—1994 гг.),
- Терёхин Сергей Иванович (1994—1995 гг.),
- Беляков Олег Александрович (1995—1998 гг.)

Заместители командира полка по ИАО
- Майхер Яков Ефимович (1969—1972 гг.),
- Ротонов Борис Иванович (1972—1977 гг.),
- Титов Геннадий Кириллович (1977—1983 гг.),
- Спольник Сергей Иванович (1983—1986 гг.),
- Владимиров Владимир Алексеевич (1986—1999 гг.).

## 44-й учебный авиационный полк
Аэродром базирования — Панфилово (Калманка).
В августе 1967 года из Ивано-Франковска в Славгород были перегнаны десятки учебных самолётов Л-29, и с этого времени начался ввод в строй летно-инструкторского состава, прибывшего из Оренбургского, Тамбовского. Харьковского и других летных училищ. Руководили этой работой офицеры: С. М. Антонкин, А. Е. Лимарев, А. С. Демидов, В. А. Алешков, Г. Е. Папуша, А. Е. Крупнов.
Вводили в строй молодых лётчиков офицеры: Б. И. Коровин, В. М. Большечков, А. С. Купстас, А. П. Тюренков, Ю. Н. Шапкин, А. И. Царьков, врач В. И. Фомин, инженеры и техники П. А. Полиенко, Н. Т. Локтионов, С. Т. Никитин, В. И. Клюкич, В. В. Мырцымов, А. И. Попов, В. И. Редкозубов.
Инженеры и техники готовили самолёты к полётам с высоким качеством. Ударно трудились специалисты батальона аэродромно-технического обслуживания и его руководители майор Мурашкин и капитан Б. Е. Ясинский, подполковники И. Д. Фейгельсон, М. Ф. Болтунов, А. В. Зацепин, Л. Д. Дробышев, Б Н. Кагиров, а в настоящий период майоры Е. Н. Помогаев, Ю. Г. Мангулов, Цуркан и другие.
В ноябре 1971 года из города Славгорода подразделения, летавшие на учебных самолётах Л-29, были перебазированы в населённый пункт Панфилово. Передислокацией и обустройством на новом месте руководили полковник Алексей Емельянович Лимарев, подполковники Александр Степанович Демидов и Илья Давидович Фейгельсон.
С того времени и начал работать Калманский авиационный полк.
Командиры полка:
- подполковник Антонкин Сергей Михайлович (1967—1969 гг.),
- подполковник Лимарев Алексей Емельянович (1969—1971 гг.),
- подполковник Демидов Александр Степанович (1971—1974 гг.),
- полковник Слезко Анатолий Петрович (1974—1976 гг.),
- подполковник Морозов Анатолий Иванович (1976—1979 гг.),
- подполковник Берест Александр Дмитриевич (1979—1981 гг.),
- полковник Бормотов Сергей Евстафьевич (1981—1984)[5],
- подполковник Васильев Анатолий Геннадьевич (1984—987 гг.),
- подполковник Кубарев Александр Иванович (1988—1989 гг),
- полковник Герасимов Владимир Георгиевич с 1989 года.

Заместители командира полка
- подполковник Григорьев В. Г.,
- подполковник Коровин Б. И.,
- подполковник Коновалов А И.,
- подполковник Прибытков Г.. К.,
- подполковник Герасимов И. И.,
- подполковник Горид И. И.,
- подполковник Калинин А. Ф.,
- подполковник Новоселов В. Г.,
- подполковник Гореликов В. В.,
- подполковник Авдюничев Н. Л.,
- подполковник Комраков В. П.,
- подполковник Шапкин Ю. Н.,
- подполковник Кузнецов Е. А.,
- подполковник Васильев Г. Ф.,
- майор Морозов А. И.,
- майор Бардась А. Т.,
- майор Быков В. И.,
- майор Соплинов А. П.

начальники штаба полка
- подполковник Ветошкин П. П.,
- подполковник Делейко П. М.,
- подполковник Быкасов А. П.,
- подполковник Циганков М. В.,
- майор Папуша Г. Е.,
- майор Крупнов А. Е.,
- капитан Бондарчук В. Д.;

заместители командира полка по политической части
- подполковник Демидов А. С.,
- подполковник Алешков В. А.,
- подполковник Штанченко Н. Е.,
- подполковник Стребков М. Я.,
- подполковник Коренев Н. М.,
- майор Родионов А. П.;

по инженерно-авиационной службе
- подполковник Капни Г. А.,
- майор Катенко П. И.,
- майор Никоноров Ю. С.,
- майор Шайтор В. И.,
- майор Родионов Б. В.,
- майор Пилипенко В. И.,
- майор Марченко Н. В.,
- майор Александров В. А.,
- капитан Колмаков В. С.

Батальон авиационно-технического обслуживания.
Командиры батальона: майор Мурашкин Анатолий Александрович (1967—1968 гг.), подполковники Фейгельсон Илья Давыдович (1969—1971 гг.). Болтунов Михаил Фёдорович (1971—1974 гг.), Зацепин Анатолий Васильевич (1974—1981 гг.), Дробышев Леонид Дмитриевич (1981—1983 гг.), Кагиров Баймухомат Нуруллович (1983—1987 гг.), майор Помогаев Евгений Николаевич с июля 1987 года.
Большой вклад в формирование и плодотворную работу батальона внесли офицеры руководители: Шишков А. А., Чередниченко Л. И., Шелохни А. Т., Кузнецов В. Я., Дергунский Л. М., Стрелов Г. Л., Полтавченко Н. В., Некрасов И. И., Петров Г. Н., Нефедов А. Г., Козейко А. В., Павлюк С. В., Чернов В. М., Епихин А. С., Райков Н. С., Уваров Б. В., Журавлёв В. И., Цуркан П. И., Кудасов С. М., Кудрявцев В. Н., Шаришорин А. И. и многие другие.
Параллельно с полком и батальоном формировалась и трудилась система связи. Первым начальником связи был майор Кораблев Александр Александрович, который практически и занимался её формированием.
Первые полёты система связи обеспечивала в 1971 году с двух аэродромов: (Панфилово) и Бурла. В это время начальником системы связи был назначен В. Д. Барахтин, заместителем по политической части П. П. Голиков
В 1974 году началось строительство бетонной ВПП аэродрома Панфилово. Полёты в этот период производились с грунтовых аэродромов Алейск и Топчиха.

## 59-й учебный авиационный полк
Славгородский авиационный полк был сформирован 10 июля 1968 года на основании Директивы Генерального штаба от 29 декабря 1967 года и Директивы Главного штаба ВВС от 26 января 1968 года.
Первым командиром авиационного полка был подполковник Блошенко Иван Петрович, заместитель командира полка по политической части майор Светличный Валентин Иванович, начальник штаба майор Серёгин Алексей Сергеевич.
Первый летный день в полку состоялся 14 января 1969 года. Налёт за 1969 год составил 3045 часов, из них на личное совершенствование 2741 час.
В марте 1970 года Славгородкий авиационный полк приступил к обучению курсантов летной практике. Всего за 1970 год налёт в полку составил 12320 часов, из них на курсантов 8794 часа.
За период существования Славгородского авиационного полка, личный состав освоил ряд типов самолётов. Так, с 1968 по 1978 год — самолёт ИЛ-28, с 1979 по 1991 год — самолёт Л-29, с 1981 по 1986 год — МиГ-21, и с 1991 года Л-39.
| Командир полка: - Иван Петрович Блошенко (1968—1970 гг.), - Виктор Сергеевич Чайченко (1970—1971 гг.), - Анатолий Николаевич Гончаренко (1971—1975 гг.), - Анатолий Николаевич Коновалов (1975—1979 гг.), - Анатолий Тимофеевич Бардась (1979—1983 гг.), - Алексей Иванович Плотников (1983—1986 гг.), - Владимир Александрович Авдюков (1986—1989 гг.), - Юрий Анатольевич Фильчо (1989—1996 гг.), - Георгий Петрович Кликушин (1996 г. — октябрь 1998 г.), - Павел Васильевич Храмов (ноябрь 1998 г. — 1999) | Начальники штаба полка: - Алексей Сергеевич Серёгин 1968—1970 год, - Николай Михайлович Колесников 1970—1973 год, - Иван Николаевич Маркин 1973—1977 год, - Геннадий Александрович Иванов 1977—1979 год, - Анатолий Михайлович Глинкин 1979—1981 год, - Богдан Степанович Мартынишин 1981—1985 год, - Александр Васильевич Кочергин 1985—1990 год, - Николай Иванович Пономаренко, - Игорь Геннадьевич Санин, - Сергей Альбертович Романов |

| Начальник политического отдела: - майор Светличный К. Н. 1968—1974 год, - майор Александров В. В. 1971—1979 год, - подполковник Киселёв П. И. 1979—1982 год, - подполковник Зайцев В. 15. 1982—1989 год, - подполковник Красиков В. А. | Заместителя командира полка по инженерно-авиационной службе: - майор Тишков Н. Д. с 1969 по 1973 год, - майор Рассадин В. П. с 1973 по 1978 год, - майор Качало И. Т- с 1978 по 1980 г., - майор Коломиец В. В. с 1980 по 1983 год, - майор Чудаков В. А. с 1983 по 1985 год, - подполковник Егоров Л. А. с 1985 по 1987 г., - майор Резников А. 10. с 1987 по 1989 год, - Колупаев А. С. |

У истоков профессионального мастерства и успехов дальнейшей службы выпускников стояли: майор Беженцев А. Г., майор Кленин В. Г., майор Кленов А. Г., майор Поляков Ю. П., майор Никулин В. А., подполковник Мочалов В. И.
Много сил и стараний вкладывали в подготовку авиационной техники и обучение технического состава, майор Беспалый В. А., майор Типунов, майор Мархель А. В. майор Лызя В. А, подполковник Колупаев А. С., капитан Дзюбенко С. П., старший прапорщик Фёдоров А. Ф., прапорщик Старосвет В. А., старший прапорщик Шван И. И., старшин прапорщик Шпеко А. Ф., старший прапорщик Бауков В. В., прапорщик Исаев Н. Н., старший прапорщик Лисуненко В. Т., старшин прапорщик Корзун В. И., старший прапорщик Поправка И. П., прапорщик Баженов А. И., прапорщик Мазур Г. П., старший прапорщик Новиков А. М., прапорщик Тымчук, прапорщик Демченко В. Ф.
Одновременно с полком формировался и Славгородский батальон авиационно-технического обеспечения под руководством начальника штаба капитана Кузнецова Александра Васильевича.
11 июля 1968 года батальон закончил формирование и приступил к обеспечению авиационного полка. Основой формирования ОБАТО явились рядовой и сержантский состав воинской части 23255, офицерский состав авиации СибВО и выпускники военных учебных заведений.
Первым командиром ОБАТО был майор Олейников Анатолий Павлович, заместителем командира по политической части майор Зыков Валентин Иванович.
В марте 1970 года батальон приступил к обеспечению полётов курсантов училища.
Командиры батальона:
| - майор Олейников Анатолий Петрович (1968—1972 гг.), - майор Петров Геннадий Николаевич (1972—1974 гг.), - майор Чередниченко Анатолий Иванович (1974—1976 гг.), - подполковник Шерстов Дмитрий Васильевич (1976—1979 гг.), | - майор Новинский Владимир Фёдорович (1979—1982 гг.), - капитан Казейко Александр Валентинович (1982—198.3 гг.), - майор Павлюк Степан Васильевич (1983—1985 гг.), - подполковник Китченко Виктор Алексеевич (1985—988 гг.), - майор Вольнов Николай Алексеевич (1988—1990 гг.). - подполковник Румянцев Виктор Иванович (1990 — …) |

## Закрытие училища
Училище было расформировано 25 апреля 1999 года. Курсанты были переведены в Армавирское высшее военное авиационное Краснознамённое училище лётчиков, преподавательский и обслуживающий персонал были уволены в запас. Территория училища и учебные и вспомогательные помещения, занимаемые училищем, были переданы Барнаульскому юридическому институту.

## Память
- На территории нынешнего Барнаульского Юридического института МВД России БЫЛ музей Барнаульского ВВАУЛ, существовавший ещё в училище лëтчиков. Музей БВВАУЛ помешал в своё время руководству БЮИ (занимал слишком много места - целую аудиторию) и теперь находится в Музее "Город".
- Алтайская школа – интернат с первоначальной летной подготовкой создана в 1990 году, на основании приказа Министерства народного образования РСФСР № 151 от 7 июня и Положения о специальных школах с первоначальной летной подготовкой. Школа стала единственным подобным учебным заведением за Уралом. Учредителем школы является Главное Управление образования и молодежной политики Алтайского края. 25 февраля 1992 года школе было присвоено имя Героя Советского Союза выпускника Барнаульского высшего авиационного училища летчиков Константина Павлюкова.
- Возле училища проводятся ежегодные встречи выпускников.

## Известные выпускники
- Павлюков Константин Григорьевич (1963—1987), Герой Советского Союза (посмертно), выпускник 1984 года.
- Антонов Александр Сергеевич (1972—2022), Герой Российской Федерации, выпускник 1995 года.
- Руцкой Александр Владимирович, Герой Советского Союза, единственный Вице-президент Российской Федерации, выпускник 1971 года.
- Маликов Игорь Иванович, Герой Российской Федерации, лётчик-испытатель 1-го класса, выпускник 1977 года.
- Юрченко Владимир Владимирович, Герой Российской Федерации, лётчик-испытатель 1-го класса, выпускник 1980 года.
- Поташов Валерий Серпионович, Герой Российской Федерации, заслуженный лётчик-испытатель Российской Федерации, заместитель начальника летно-испытательной станции ОАО «Новосибирского Авиационного Производственного Объединения им. В. П. Чкалова», выпускник Барнаульского ВВАУЛ 1971 года.
- Вальков Константин Анатольевич — российский космонавт-испытатель (2009), полковник. Опыта космических полётов не имел. Старший преподаватель 1-го управления ЦПК (2012). В 1993 году переведён из Харьковского высшего военного авиационного училища лётчиков. Выпускник 1994 года.
- Клешнин Михаил Иванович (1963—2015) — полковник юстиции, председатель Барнаульского гарнизонного военного суда[8], участник войны в Афганистане, награждён двумя орденами «Красной звезды», выпускник 1984 года.
- Пещеров Георгий Иванович — доктор военных наук, профессор, академик Академии военных наук, полковник, выпускник 1984 года.[9]
- Чернышов Игорь Николаевич — член Совета Федерации Федерального Собрания Российской Федерации (2012—2016), представитель от Законодательной Думы Томской области, Заместитель председателя Комитета Совета Федерации по социальной политике, выпускник 1984 года.
- Чистеев Михаил Алексеевич (1961—1987) — старший лейтенант, выпускник 1982 года, награждён орденом Красной Звезды (посмертно). Сбит в республике Афганистан, с раненым штурманом Сергеем Поварёнковым был взят в плен, при побеге оказал яростное сопротивление, был похоронен врагом с воинскими почестями. Тела экипажа на родину вернула группа спецназа КГБ СССР[10].